# Paulino Niembro
Paulino Niembro (Tres Arroyos, 1924-Buenos Aires, diciembre de 1983) fue un político y sindicalista argentino, que perteneció al peronismo Se desempeñó como directivo de la Unión Obrera Metalúrgica y también como diputado nacional. Por otra parte, también se desempeñó como dirigente deportivo del Club Atlético Nueva Chicago y de la Asociación de Fútbol Argentino.

## Biografía
Niembro nació en Tres Arroyos, en el seno de una familia de campesinos, comenzando desde muy pequeño a trabajar en el campo. A los quince años decide buscar trabajo en el rubro metalúrgico e ingresó a la empresa Juan B. Istilart, empresa de metalurgia liviana de su pueblo. Tuvo diversos trabajos: en Bahía Blanca fue joyero y fundidor, y en 1943 en Necochea, trabaja como engrasador en el Automóvil Club Argentino. Ya una vez instalado en Buenos Aires comienza su militancia en la Unión Obrera Metalúrgica, con el advenimiento del peronismo. Por otra parte, en sus tiempos libros hacía boxeo amateur y había logrado ganar algunas competencias.
Llegó a la secretaría de prensa de la UOM en la década de 1960, para ese entonces uno de los sindicatos más importantes del país, acompañando a Augusto Timoteo Vandor en la secretaría general. En ese contexto, dado el exilio de Juan Domingo Perón y la proscripción del peronismo, Niembro se convirtió en una de las principales figuras del vandorismo, que promovían un «peronismo sin Perón». En aquellos años, se convirtió en un importante negociador entre los diversos gobiernos que mantenían la proscripción del peronismo y los sectores del llamado neoperonismo, llegando a ocupar la dirección del Partido Justicialista de la Capital Federal (que fue adoptando diversos nombres, como Unión Popular a causa de la proscripción). En 1965 es electo diputado nacional, cargo al que ya había sido electo por primera vez en 1962 —los comicios fueron anulados—, por el partido Unión Popular, siendo jefe de la bancada del partido en el congreso. Entre 1971 y 1975 se desempeña en la presidencia del Club Atlético Nueva Chicago, lo que le permite lograr un puesto en el consejo ejecutivo de la Asociación de Fútbol Argentino (AFA), institución de la que fue vicepresidente.
Para la década de 1970 era reconocido su peso en la AFA, siendo quien negoció la contratación de César Luis Menotti como entrenador de la selección argentina de fútbol, además de su importancia en el sindicalismo argentino vandorista. Ello motivó que el autoproclamado Proceso de Reorganización lo destituyese de todos sus cargos en la UOM y en la AFA, siendo encarcelado en la cárcel de Devoto, por orden del almirante Carlos Lacoste, nueva autoridad en el fútbol argentino.
Niembro colaboró luego en la organización del Copa Mundial de Fútbol de 1978, lo que le permitió ser liberado prontamente, para integrar el comité organizador de la AFA y el Ente Autárquico Mundial 1978, ya que creían importante su participación en la comisión por su peso en el sindicalismo en la cgt
Se casó y tuvo dos hijos, uno de ellos es el periodista deportivo Fernando Niembro, quien también se dedicó a la política. Falleció en diciembre de 1983.